# Армандо Баррера
Армандо Баррера (ісп. Armando Barrera, 18 листопада 1995) — кубинський плавець.  Учасник Чемпіонатів світу з водних видів спорту 2015, 2019.